# 满洲国中央警察学校
满洲国中央警察学校位于满洲国新京南岭小街，于1932年11月成立。建校初期，在长通路上的临时校舍内上课。1935年7月，该校在南岭（新京大同学校的东北）开始建设新校舍，并于1938年建成后搬迁于此。
满洲国成立后，警察基本上来自于中国原有的系统，人员和政治倾向比较复杂，就是警察中的日本人，也是临时拼凑的。为了使他们尽快达到满洲国建国理想高度的要求，必须对他们进行灌输教育，所以建立警察培训机构获得高度重视。1932年6月，满洲国公布了归属民政部警务司的中央警察学校的官制；11月，该校成立。
中央警察学校成立时，分为本科、别科和研究科，还有一个附设的警察官练习所，该校校长由警务司长兼任，第一任为甘粕正彦。
1945年8月，日本战败投降时，第一任警务司司长兼中央警校校长甘粕正彦自杀，该校很多高级教职员被苏军俘获并遣往西伯利亚。因为警察的“军人”身份比军人更具“政治倾向”，因此，他们的境况也比军人更差，新京第一警察学校校长大森清助等，就死于西伯利亚战俘营。1946年10月后，满洲国中央警察学校校舍被国民政府接收，并入“国立长春大学”。